# Том Бејкер
Томас Стјуарт Бејкер (енгл. Thomas Stewart Baker; Воксхол, 20. јануар 1934) је британски глумац. Бејкер је најпознатији по улози Четвртог Доктора у научно-фантастичној серији Доктор Ху.